# L'Appât du gain
L'appât du gain est le quarante-troisième épisode du feuilleton télévisé Prison Break, c'est le vingt-et-unième épisode de la deuxième saison.

## Résumé
C'est le troisième jour du procès du docteur Sara Tancredi à Chicago (Illinois). En dépit des objections du procureur, le juge accepte la recevabilité de l'enregistrement de Michael et Lincoln. Le passage où Michael disculpe totalement Sara est entendu par les jurés et peut être utilisé comme preuve. Pendant ce temps, Paul Kellerman écoute un reportage concernant le procès de Sara tandis qu'il prépare son suicide. Mais sa tentative rate lorsque son arme s'enraye. Il appelle alors sa sœur à qui il confesse ses crimes et ses mauvaises actions. Kristine le convainc d'entamer une nouvelle vie et de réparer ses erreurs. Kellerman fond en larmes tandis que sa sœur le serre dans ses bras. Alors que Sara est sur le point d'accepter un accord la plaçant pendant douze ans dans une prison de haute sécurité, un de ses avocats lui annonce qu'un témoin crédible de dernière minute vient de se présenter pour conforter la théorie du complot. À la surprise de Sara, Kellerman entre dans la salle d'audience. 
Lincoln Burrows découvre qu'il est seul à bord du Christina Rose amarré au Panama et réalise en consultant le forum d'Europeangoldfinch.net, que son frère s'est rendu dans la capitale pour chercher T-Bag. Au même instant, Michael Scofield trouve très rapidement T-Bag à l'hôtel Fin Del Camino. Il repère également deux agents des services secrets qui surveillent le dangereux psychopathe. Au détour d'un chemin, il rencontre Fernando Sucre et Brad Bellick. Tandis que Bellick le menace de son arme, Michael apprend que Sucre n'est pas l'auteur des messages sur Europeangoldfinch.net. Michael soupçonne immédiatement l'éventualité d'un piège contre lui. Sur l'insistance de Sucre, Michael accepte d'aider Bellick à récupérer l'argent de Westmoreland. En échange, Maricruz Delgado, toujours détenue dans un endroit secret au Mexique, sera libérée et T-Bag sera capturé pour être livré aux autorités.
Sur la route vers la ville de Panama, Alexander Mahone appelle son ex-femme Pam. Leur conversation lui laisse beaucoup d'espoir pour que lui, Pam et leur fils Cameron redeviennent un jour une famille. Puis, il prend contact avec les agents qui surveillent T-Bag.
Après avoir appuyé sur l'alarme incendie de l'hôtel pour forcer T-Bag à sortir, Michael, Sucre et Bellick filent les deux agents qui suivent T-Bag à travers les rues pleines de monde de Panama. Quand Mahone tente à son tour de rejoindre le groupe, il en est soudainement empêché par Lincoln qui l'attrape et l'entraîne sur le côté. Une lutte s'engage entre les deux hommes dont Lincoln sort victorieux. 
Ayant aperçu T-Bag entrer dans un immeuble, Michael et ses acolytes désarment les agents et les laissent ligotés dans une allée. Bien que Michael se méfie de la présence de ces deux agents, il suit tout de même Sucre et Bellick à l'intérieur du bâtiment. Il s'agit réellement d'un piège car T-Bag les enferme dans une pièce avec le cadavre d'une prostituée qu'il a assassinée, tandis que les sirènes de police retentissent à proximité. Ils parviennent à s'enfuir mais Bellick, blessé à la jambe par T-Bag, est arrêté par la police panaméenne. Sucre et Michael capturent T-Bag après que celui-ci a été heurté par une voiture. Pendant que Sucre cherche une voiture à faire démarrer, Bagwell refuse de répondre aux questions de Michael sur « his new friends » (« ses nouveaux amis »). Puis, ils embarquent dans une voiture et roulent en direction de l'ambassade américaine pour y laisser T-Bag. Cependant au cours du voyage, celui-ci parvient à saisir un tournevis et le planter violemment sur le torse de Sucre. Surpris, Michael perd le contrôle du véhicule et ne peut éviter l'accident. Après avoir laissé Sucre à un automobiliste pour qu'il prévienne les secours, Michael pourchasse T-Bag à travers la végétation et le retrouve dans une cabane près d'une rivière. Les deux hommes se battent brutalement avant que Michael ne cloue à terre T-Bag en plantant un couteau sur son bras droit. La police arrive sur les lieux après son départ.  
Michael rejoint le Christina Rose muni du sac à dos contenant l'argent mais ne retrouve pas son frère. Alors qu'il tente de joindre plusieurs hôpitaux pour obtenir des nouvelles de Sucre, Michael reçoit un appel de Lincoln. Celui-ci s'excuse auprès de lui puis donne le combiné à Mahone. Un flashback révèle alors que Mahone a réussi à reprendre le dessus sur Lincoln et que c'est désormais lui qui le retient prisonnier. Il explique à Michael qu'il a besoin de disparaître. Il lui donne donc un ultimatum : son plan (le bateau et les cinq millions de dollars) contre la vie de son frère.

## Informations complémentaires

### Chronologie
Les évènements de cet épisode se déroulent le 15 juin.

### Divers
- Le titre original de cet épisode "Fin Del Camino" signifie « La fin du chemin » en espagnol. Il fait référence au nom de l'hôtel où est logé T-Bag mais également à plusieurs fins: celle de T-Bag, celle de la saison, celle du plan de Michael, celle de la recherche de l'argent de Westmoreland et enfin celle de la conspiration. Ainsi T-Bag est arrêté (avec Bellick). Il ne reste plus que trois fugitifs sur les huit de Fox River encore en fuite.
- Rockmond Dunbar (C-Note) n'apparaît pas dans cet épisode.

## Audiences et accueil critique
Aux États-Unis, cet épisode a été suivi par 8,01 millions de téléspectateurs. Derrière l'émission "Dancing with the Stars", diffusée sur ABC, Prison Break est toutefois la série la plus regardée dans sa tranche horaire.